# 中央合同廳舍第1號館
中央合同廳舍第1號館（日语：／，英語：Central Gov't Bldg. No.1）是位於日本東京都千代田區霞關一丁目的中央省廳合同廳舍，由本館、北館與北別館組成。

## 概述
中央合同廳舍第1號館是一棟採用鋼筋混凝土結構的建築物，地上8層，地下1層。
1949年（昭和24年）時，本棟建築在「增進職務效率、提升民眾便利性、精簡統一的辦公廳舍」的指導方針下開始規劃，本館並於1954年（昭和29年）完工。後繼的北別館與別館則分別於1964年（昭和39年）與1965年（昭和40年）完工啟用；總建築面積達4713平方公尺。值得注意的是，本廳舍的位址原先是舊日本帝國海軍省的辦公廳舍。

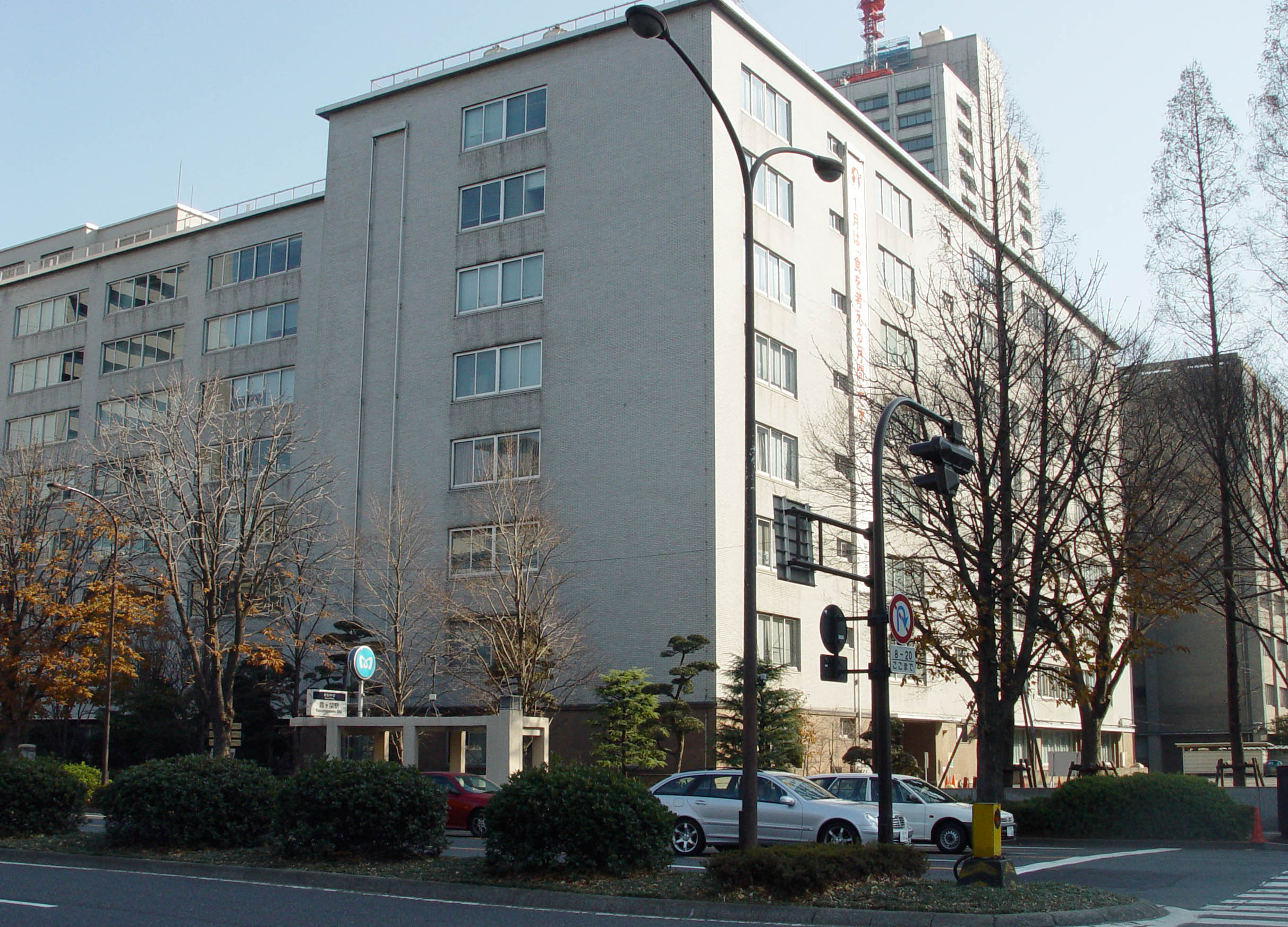
第1號館本館的西南角

## 入駐單位
- 農林水產省
  - 林野廳
  - 水產廳
- 日本郵政株式會社
  - 霞關郵局